# Juan Carlos Meza
Juan Carlos Meza Gutiérrez (nacido el 20 de abril de 1985) es un exfutbolista profesional mexicano que jugaba como defensa.

## Trayectoria
Juan Meza hizo su debut profesional en el 2004 en los Lobos BUAP en donde jugó 17 partidos, a mediado del 2005 fue anunciado como nuevo jugador de los Correcaminos de la Universidad Autónoma de Tamaulipas tu 2 periodos con el club desde el 2005 hasta el 2006 y desde mediado del 2007 hasta el 2011 en donde jugó 82 partidos y anotó 1 gol, en el 2007 fue cedido a los Dorados de Sinaloa en donde no disputó ningún partido, en el 2012 fue anunciado como nuevo jugador del Celaya Fútbol Club en donde jugó 7 partidos y anotó 1 gol, el 31 de enero de 2014 fue anunciado como nuevo jugador del Deportivo Malacateco en donde jugó 32 partidos y anotó 3 goles en donde tuvo 2 periodos en el 2014 y el 2015 hasta el 2017, a mediados del 2014 fue anunciado su cesión al Chorrillo FC en donde jugó 2 partidos y anotó 1 gol, el 6 de agosto de 2015 fue anunciado su cesión al Club Atlético Independiente de La Chorrera,  a mediado del 2017 fue anunciado como nuevo jugador del Sanarate Fútbol Club en donde jugó 2 partidos, a inicio del 2018 fue anunciado como nuevo jugador del Deportivo Chiantla en donde jugó 38 partidos y anotó 1 gol, el 20 de octubre de 2020 fue anunciado como nuevo jugador del Solola FC en donde jugó 11 partidos.

## Clubes
| Club                   | País      | Año         |
| ---------------------- | --------- | ----------- |
| Lobos BUAP             | México    | 2004 - 2005 |
| Correcaminos de la UAT | México    | 2005 - 2006 |
| Dorados de Sinaloa     | México    | 2007        |
| Correcaminos de la UAT | México    | 2007 - 2011 |
| Celaya FC              | México    | 2012        |
| CD Malacateco          | Guatemala | 2014        |
| Chorrillo FC           | Panamá    | 2014        |
| CA Independiente       | Panamá    | 2015        |
| CD Malacateco          | Guatemala | 2015 - 2016 |
| Sanarate FC            | Guatemala | 2017        |
| Deportivo Chiantla     | Guatemala | 2018 - 2020 |
| Sololá FC              | Guatemala | 2020 - 2021 |